# Open! Study
Open! Study（オープンスタディ）はロケットカンパニーより発売されている、ニンテンドーDS向け学習ソフトのブランド名。
以前は「能力実用シリーズ」という名称だったが、2008年の『中村澄子徹底指導「新TOEICテスト1日1分DSレッスン - 1週間集中プログラム付 -』より現在の名称に変更された。

## ラインナップ
- 漢検DS2+常用漢字辞典（2007年9月27日）
- 英検DS（2007年9月27日）
- 時事通信出版局協力 家庭の医学 DSで鍛える食材健康トレーニング（2007年11月8日）
- 数検DS -日本数学検定協会公認 数検DS 大人が解けない!?子供の算数-（2008年4月24日）
- 歴検DS -歴史能力検定協会公認 山川出版社監修 歴検DS-（2008年4月24日）
- 中村澄子徹底指導「新TOEICテスト1日1分DSレッスン - 1週間集中プログラム付 -（2008年10月2日）
- 英検DS2（2009年4月9日）
- 漢検DS3デラックス（2009年4月9日）